# Helga Kecse-Nagy
Helga Hajnal, vor allem unter ihrem Geburtsnamen Helga Kecse-Nagy bekannt, (* 4. August 1985 in Szeged) ist eine ehemalige ungarische Squashspielerin.

## Karriere
Helga Kecse-Nagy nahm mit der ungarischen Nationalmannschaft mehrere Male bei Europameisterschaften teil. Im Einzel stand sie 2006 und 2009 im Hauptfeld, beide Male schied sie in der ersten Runde aus. Für Ungarn spielte sie außerdem 2009 bei den World Games, wo sie ebenfalls in der ersten Runde ausschied. Zwischen 2008 und 2017 gewann sie sechsmal den Titel bei den ungarischen Meisterschaften.
Kecse-Nagy ist verheiratet und hat einen Sohn (* 2012).

## Erfolge
- Ungarische Meisterin: 6 Titel (2008, 2009, 2011, 2014, 2016, 2017)